# Edwin Muir
Edwin Muir (n. 15 mai 1887, Deerness⁠(d), Scoția, Regatul Unit al Marii Britanii și Irlandei – d. 3 ianuarie 1959, Cambridge, Anglia, Regatul Unit) a fost un scriitor, critic literar și traducător scoțian din insula Orkney.
Este cunoscut pentru poezia sa vie și profundă scrisă într-un limbaj simplu, cu puține preocupări stilistice, și pentru numeroasele sale traduceri din opera lui Franz Kafka împreună cu soția lui, Willa Muir.

## Biografie
Muir s-a născut la ferma Folly din Deerness, în aceeași parohie în care s-a născut și mama lui. Familia s-a mutat apoi pe insula Wyre din arhipelagul Orkney. În 1901, când avea 14 ani, tatăl său și-a pierdut ferma, iar familia s-a mutat la Glasgow. Tatăl său, doi frați și mama lui au murit în decurs de numai câțiva ani. Perioada tinereții sale a fost o experiență deprimantă, iar el a fost nevoit să lucreze în fabrici și birouri, inclusiv într-o fabrică care transforma oasele în cărbune. „El a suferit psihologic într-un mod distructiv, deși, probabil, poetul din anii de mai târziu a beneficiat de pe urma acestor experiențe la fel de mult ca de pe urma celor din „paradisul” din Orkney”. În 1919 Muir s-a căsătorit cu Willa Anderson, iar cei doi s-au mutat la Londra. Despre acest eveniment Muir a scris pur și simplu: „căsătoria a fost cel mai fericit eveniment din viața mea”. Ei vor colabora mai târziu la realizarea unor extrem de apreciate traduceri în limba engleză ale operelor unor scriitori precum Franz Kafka, Gerhart Hauptmann, Sholem Asch, Heinrich Mann și Hermann Broch.
Între anii 1921 și 1923 Muir a trăit la Praga, Dresda, Italia, Salzburg și Viena; el s-a întors în Marea Britanie în anul 1924. Între 1925 și 1956 Muir a publicat șapte volume de poezie care au fost republicate în 1991, după moartea lui, ca The Complete Poems of Edwin Muir. Din 1927 până în 1932 a publicat trei romane și în 1935 a venit la St Andrews. Din 1946 până în 1949 a fost director al British Council de la Praga și Roma. În 1950 a fost numit director al Newbattle Abbey College (un colegiu pentru muncitori) din Midlothian, unde l-a întâlnit pe poetul orcadian George Mackay Brown. În 1955 a devenit profesor de limba engleză la Universitatea Harvard. S-a întors în Marea Britanie în 1956, dar a murit în 1959 în Swaffham Prior, Cambridge, și a fost îngropat acolo.
O bancă memorială a fost dezvelită în memoria lui Muir în anul 1962, în satul idilic Swanston, Edinburgh, unde a locuit o perioadă în cursul anilor 1950.

## Activitatea literară
În Scott and Scotland el a avansat ideea că Scoția poate crea o literatură națională doar prin scrierea operelor în limba engleză, o opinie care l-a plasat în opoziție directă cu mișcarea Lallans a lui Hugh Mcdiarmid. El a avut doar o mică simpatie pentru naționalismul scoțian.
În 1965 un volum de poezie a fost editat și prefațat de T. S. Eliot. Multe dintre traducerile lui Edwin și Willa Muir din literatura germană încă se mai tipăresc.
Muir a ajuns să considere mutarea familiei sale de pe insula Orkney la Glasgow ca o mutare din Rai în Iad.
În 1958, Edwin și Willa Muir au primit Premiul pentru traducere Johann-Heinrich Voss.

## Scrieri
- We Moderns: Enigmas and Guesses, sub pseudonimul Edward Moore, London, George Allen & Unwin, 1918
- Latitudes, New York, B. W. Huebsch, 1924
- First Poems, London, Hogarth Press, 1925
- Chorus of the Newly Dead, London, Hogarth Press, 1926
- Transition: Essays on Contemporary Literature, London, Hogarth Press, 1926
- The Marionette, London, Hogarth Press, 1927
- The Structure of the Novel, London, Hogarth Press, 1928
- John Knox: Portrait of a Calvinist, London, Jonathan Cape, 1929
- The Three Brothers, London, Heinemann, 1931
- Poor Tom, London, J. M. Dent & Sons, 1932
- Variations on a Time Theme, London, J. M. Dent & Sons, 1934
- Scottish Journey London, Heinemann in association with Victor Gollancz, 1935
- Journeys and Places, London, J. M. Dent & Sons, 1937
- The Present Age from 1914, London, Cresset Press, 1939
- The Story and the Fable: An Autobiography, London, Harrap, 1940
- The Narrow Place, London, Faber, 1943
- The Scots and Their Country, London, published for the British Council by Longman,  1946
- The Voyage, and Other Poems, London, Faber, 1946
- Essays on Literature and Society, London, Hogarth Press, 1949
- The Labyrinth, London, Faber, 1949
- Collected Poems, 1921–1951, London, Faber, 1952
- An Autobiography, London : Hogarth Press, 1954
- Prometheus, ilustrat de John Piper, London, Faber, 1954
- One Foot in Eden, New York, Grove Press, 1956
- New Poets, 1959 (ed.), London, Eyre & Spottiswoode, 1959
- The Estate of Poetry, Cambridge, MA, Harvard University Press, 1962
- Collected Poems, London and New York, Oxford University Press, 1965
- The Politics of King Lear, New York, Haskell House, 1970

## Traduceri de Willa și Edwin Muir
- Power de Lion Feuchtwanger, New York, Viking Press, 1926
- The Ugly Duchess: A Historical Romance de Lion Feuchtwanger, London, Martin Secker, 1927
- Two Anglo-Saxon Plays: The Oil Islands and Warren Hastings de Lion Feuchtwanger, London, Martin Secker, 1929
- Success: A Novel de Lion Feuchtwanger, New York, Viking Press, 1930
- The Castle de Franz Kafka, London, Martin Secker, 1930
- The Sleepwalkers: A Trilogy de Hermann Broch, Boston, MA, Little, Brown & Company, 1932
- Josephus de Lion Feuchtwanger, New York, Viking Press, 1932
- Salvation de Sholem Asch, New York, G.P. Putnam's Sons, 1934
- The Hill of Lies de Heinrich Mann, London, Jarrolds, 1934
- Mottke, the Thief de Sholem Asch, New York, G.P. Putnam's Sons, 1935
- The Unknown Quantity de Hermann Broch, New York, Viking Press, 1935
- The Jew of Rome: A Historical Romance de Lion Feuchtwanger, London, Hutchinson, 1935
- The Loom of Justice de Ernst Lothar, New York, G.P. Putnam's Sons, 1935
- Night over the East de Erik von Kuehnelt-Leddihn, London, Sheed & Ward, 1936
- The Pretender de Lion Feuchtwanger, New York, The Viking Press, 1937
- Amerika de Franz Kafka, New York, Doubleday/New Directions, 1946
- The Trial de Franz Kafka, London, Martin Secker, 1937, reissued New York, The Modern Library, 1957
- Metamorphosis and Other Stories de Franz Kafka, Harmondsworth, Penguin Books, 1961.